# Flora di sostituzione
La flora di sostituzione è la popolazione infestante, costituita da una o più specie, che sostituisce le infestanti che sono scomparse da una nicchia ecologica a causa della selezione naturale e/o artificiale. Si tratta, in genere, di specie che vivono normalmente ai margini dei campi coltivati (bordure, siepi, fossi, strade). Tendono ad occupare il posto lasciato libero dalle piante infestanti comunemente più diffuse nei campi coltivati quando queste ultime vengano eliminate dai diserbanti e/o dalle tecniche agronomiche.